# Anthophora usticauda
Anthophora usticauda är en biart som beskrevs av Cockerell 1912. Anthophora usticauda ingår i släktet pälsbin, och familjen långtungebin. Inga underarter finns listade i Catalogue of Life.